# Estrada de Ferro Bahia e Minas
A Estrada de Ferro Bahia e Minas (EFBM), popularmente conhecida como Bahiminas ou Baiminas,  foi uma ferrovia brasileira que ligava o Vale do Jequitinhonha, no nordeste de Minas Gerais, ao litoral sul da Bahia. Inaugurada em 25 de janeiro de 1881 e desativada em 1966, tinha 578 quilômetros de extensão e conectava o município mineiro de Araçuaí ao distrito de Ponta de Areia, em Caravelas, no litoral Extremo Sul da Bahia, onde os trilhos chegavam a um porto. A ferrovia tinha um papel crucial para a economia da região.

## História
Em 25 de outubro de 1878, a lei estadual de Minas Gerais n° 2.775 e lei estadual da Bahia de n° 1.946, de 28 de agosto de 1879, deram origem à Estrada de Ferro Bahia-Minas,  que entrou em operação no ano de 1881. Em 9 de novembro do mesmo ano a ferrovia contava com quase 143 km de linha em tráfego.
Em 1879, o engenheiro Miguel de Teive e Argolo (1851 - c. 1916) recebeu a concessão para construir e explorar a Ferrovia Bahia-Minas, idealizada por ele, e tornou-se diretor geral da Companhia Estrada de Ferro Bahia e Minas. De a 1880 a 1882, Argolo projetou e, como engenheiro chefe, dirigiu a construção de 142 km dessa ferrovia, que partia de Caravelas, no sul da Bahia, e foi inaugurada em novembro de 1883.
A Estrada de Ferro Bahia e Minas teve como diretriz a ligação do arraial de Ponta de Areia, próximo à cidade de Caravelas no litoral sul da Bahia, à cidade de Araçuaí, no Vale do Jequitinhonha, numa extensão de 578 quilômetros. Esse ramal ferroviário foi implantado por volta de 1882, pela Estrada de Ferro da Bahia, em parceria com o Governo de Minas Gerais, tendo como principal objetivo a exploração e transporte de madeira - em especial, de dormentes, para as demais ferrovias, principalmente para a própria Estrada de Ferro da Bahia - e como estratégia a ligação do Vale a um porto de exportação, a ser instalado em Caravelas.
Em 1910, o Governo Federal, encampa a ferrovia e, em 1912, entrega a concessão da EFBM à empresa franco-belga Compagnie des Chemins de Fer Fédéraux de l'Est Brésilien (CCFFEB). A concessão se manteve até 1937.  Como o comércio de madeira não teve continuidade, nem o porto de Caravelas foi efetivamente implantado, foram propostas outras atividades econômicas para a viabilização da ferrovia, com ênfase no comércio de café, o que, devido às seguidas crises econômicas, não teve seguimento. A partir dessa configuração a ferrovia foi incorporada pela Viação Férrea Federal Leste Brasileiro (VFFLB), em seguida transferida ao Departamento Nacional de Estradas de Ferro (DNEF) e à Viação Férrea Centro-Oeste (VFCO), e finalmente pela Rede Ferroviária Federal S.A. quando foi desativada e extinta em 1966.
A Estrada de Ferro Bahia e Minas ficaria eternizada no imaginário brasileiro ao ser homenageada na canção "Ponta de Areia", composta por Milton Nascimento e Fernando Brant.
Em 2023, a história da Estrada de Ferro foi retratada no documentário Estrada Natural, de Emerson Penha. O filme apresenta entrevistas com antigos funcionários, passageiros e moradores das áreas ao longo da estrada, mostrando os efeitos do seu encerramento.